# Футбольная война
«Футбольная война» (исп. Guerra del Fútbol), также известная как Сточасовая война — скоротечный военный конфликт между Сальвадором и Гондурасом, продолжавшийся шесть дней (с 14 по 20 июля 1969 года). Непосредственным поводом к войне послужил проигрыш команды Гондураса команде Сальвадора в матчах плей-офф отборочного этапа чемпионата мира по футболу, чем и объясняется данное конфликту название.
Несмотря на скоротечность, война дорого обошлась обеим сторонам — общие потери составили несколько тысяч человек, был расстроен региональный интеграционный проект Центральноамериканского общего рынка.

## Предыстория и причины
Одной из причин войны был давний, начавшийся в XIX веке спор между двумя странами относительно демаркации границы.
Кроме того, правительство и деловые круги Гондураса были раздражены существенными торговыми преимуществами, которые с начала 1960-х годов оказались предоставлены более развитой сальвадорской экономике по правилам организации Центральноамериканского общего рынка.
- первоначально, после подписания в июне 1958 года договора о свободной торговле и экономической интеграции между четырьмя странами Центральной Америки (на основе которого после подписания 16 декабря 1960 года дополнительного соглашения возник ЦАОР) преимущества получили наиболее промышленно развитые страны (Гондурас и Сальвадор), но в дальнейшем промышленность Гондураса стала проигрывать промышленности Сальвадора. Для стабилизации экономического положения в стране правительство Гондураса было вынуждено ввести чрезвычайные налоги на товары широкого потребления (сначала в размере 3 %, затем они были увеличены)[7];
- к 1969 году задолженность Гондураса Сальвадору составляла почти половину от суммы задолженности Гондураса всем странам ЦАОР — начало войны позволяло правительству Гондураса не только ликвидировать вопрос о задолженности, но и укрепить экономическое положение страны за счёт имущества сальвадорцев[6].

Ещё один комплекс проблем был связан с сальвадорскими поселенцами на территории Гондураса:
- Сальвадор являлся самым малым по площади и самым густонаселённым из всех центральноамериканских государств, обладал более развитой экономикой, но испытывал острую нехватку пригодных для обработки земель. Большая часть земли в Сальвадоре контролировалась крупными землевладельцами, что приводило к «земельному голоду» и миграции безземельных крестьян в соседний Гондурас[6];
- Гондурас по территории был гораздо больше соседа, не так густо населён и слабее развит экономически, однако свыше 200 тысяч гектаров (18 %) земель сельскохозяйственного назначения находилось в собственности компаний США, что увеличивало «земельный голод» в стране[6].

Переселение сальвадорцев в Гондурас в поисках свободных земель и заработка началось в 1930-е годы. Большинство мигрантов прибывали в страну незаконно, они занимали пустующие земли и начинали их обрабатывать; таким образом возникали целые нелегальные поселения. Переселенцы из Сальвадора соглашались работать на банановых плантациях за меньшую плату, чем местные крестьяне, что привело к росту антисальвадорских настроений в Гондурасе.
Летом 1961 года на территории Гондураса, в районе населённого пункта Асьенда-де-Долорес, произошло столкновение группы сальвадорцев с патрулём гражданской гвардии Гондураса, в ходе которого был застрелен гражданин Сальвадора Альберто Чавес (Alberto Chávez). Этот инцидент привёл к ухудшению отношений между странами. 19 июня 1961 года правительство Сальвадора официально потребовало от правительства Гондураса провести расследование обстоятельств гибели сальвадорца.
В сентябре 1962 года правительство Гондураса приняло закон о земельной реформе, в соответствии с которой началось перераспределение земель, занятых нелегальными мигрантами, в пользу граждан Гондураса (при этом просьбы сальвадорцев о предоставлении им гражданства оставались без рассмотрения). После того, как власти Гондураса начали депортацию сальвадорцев с территории страны, отношения между Сальвадором и Гондурасом стали ещё более напряжёнными.
В 1966 году крупными землевладельцами Гондураса была создана «Федерация землевладельцев и животноводов», которая выступала против предоставления земли сальвадорцам. В начале июня 1967 года пограничная охрана Гондураса задержала два военных грузовика армии Сальвадора (что ухудшило отношения между странами).

## Эскалация конфликта
Напряжение в двусторонних отношениях постепенно усиливалось в течение двух предшествующих конфликту лет. Режим гондурасского президента Освальдо Лопеса Арельяно (1963—1971) испытывал значительные экономические и политические трудности и решил использовать сальвадорских поселенцев в качестве удобного козла отпущения.
Обе страны испытывали значительные экономические трудности, обе управлялись военными; оба правительства стремились отвлечь внимание населения от насущных внутриполитических и экономических проблем. Особенно сложной была обстановка в Гондурасе, где в сентябре 1968 года на северном побережье вспыхнула забастовка сельскохозяйственных рабочих, к которой присоединились рабочие промышленных предприятий, мелкие торговцы, ремесленники и студенты столичного университета. Правительство объявило в стране осадное положение и направило почти все силы полиции и армии на подавление забастовки. В результате протесты были подавлены.
К 1969 году на территории Гондураса проживало около 200 тысяч сальвадорцев и «гуанако» (выходцев из Сальвадора, многие из которых проживали на территории Гондураса длительное время), при этом не более 50 тысяч из них являлись гражданами Гондураса или имели иные документы, легализовавшие их статус на территории Гондураса.
В январе 1969 года правительство отказалось продлить заключённый в 1967 году двусторонний договор с Сальвадором об иммиграции. В апреле оно заявило о намерении лишать собственности и высылать из страны тех, кто приобрёл землю в рамках аграрной реформы, не предоставив требуемые законом доказательства того, что приобретатель является гражданином Гондураса по рождению. В средствах массовой информации была развёрнута кампания, объясняющая рост безработицы и снижение зарплат наплывом рабочих-мигрантов из Сальвадора.
В апреле 1969 года в Гондурасе начали массово выселять и депортировать сальвадорских поселенцев и мигрантов. В конце мая из Гондураса в перенаселённый Сальвадор потянулся поток лишённых собственности мигрантов. Изображения беженцев и их рассказы заполнили страницы сальвадорских газет и экраны телевизоров. Начали циркулировать слухи о насилии, чинимом гондурасскими военными при высылке иммигрантов. Напряжение в отношениях между двумя странами приближалось к критической точке.
Государственные службы Сальвадора не справлялись с потоком согнанных с земли беженцев; в обществе росло недовольство, грозившее вылиться в социальный взрыв. Доверие к правительству падало; успех в конфликте с Гондурасом мог помочь ему вернуть себе поддержку населения.

## Накануне войны

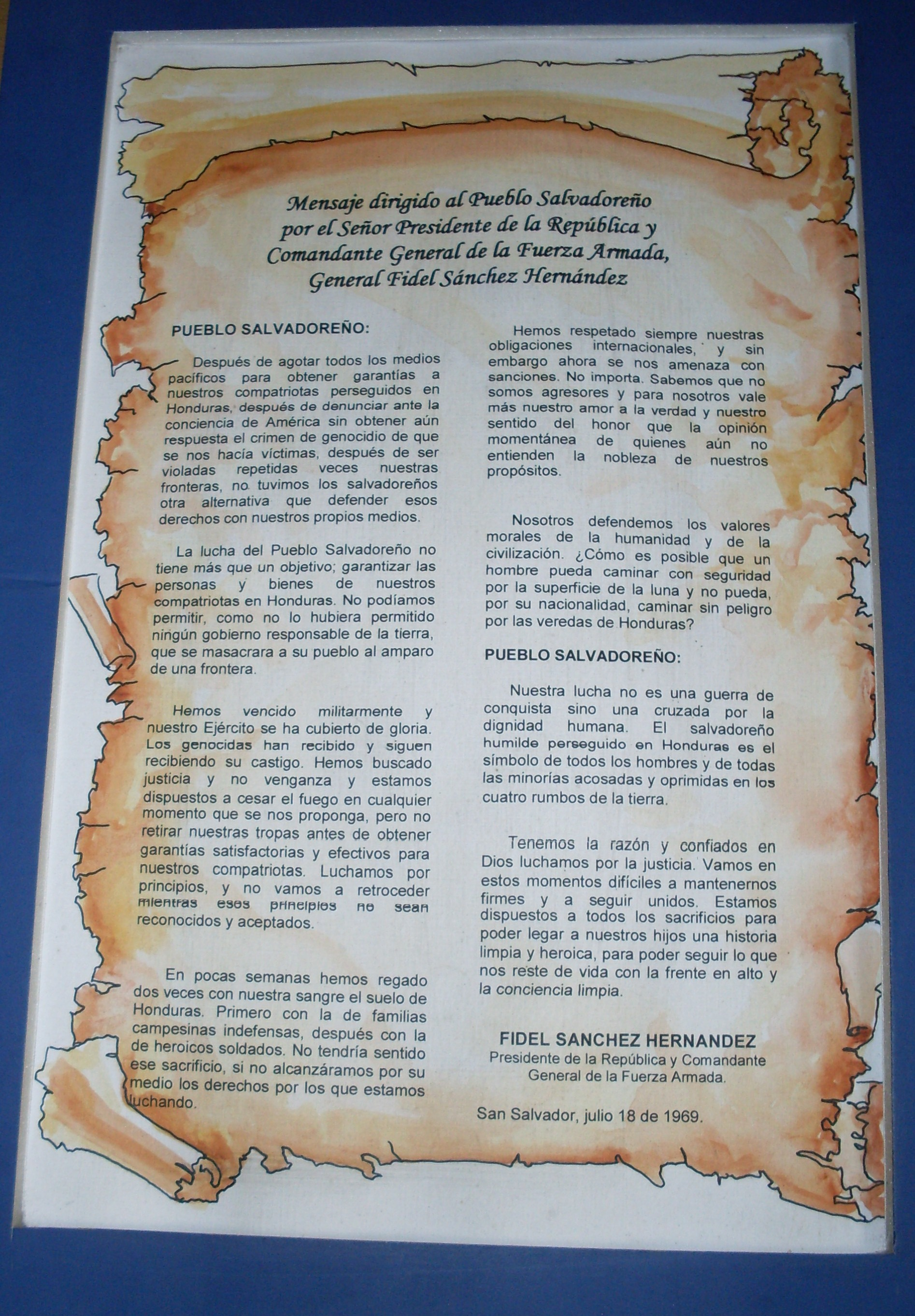
Текст обращения президента Сальвадора от 18 июля 1969

Инцидент, спровоцировавший открытые военные действия и давший войне название, произошёл в Сан-Сальвадоре в июне 1969 года. В течение месяца футбольные команды двух стран должны были провести два матча за выход в финальную часть чемпионата мира по футболу 1970 года (в случае, если каждая сборная выиграла бы по одному матчу, назначался третий). Беспорядки возникали и во время первого матча в Тегусигальпе, и после него (некая гражданка Сальвадора застрелилась, заявив, что не может пережить такого позора своей страны), а во время второго матча в Сан-Сальвадоре они достигли угрожающих масштабов. В Сальвадоре были избиты гондурасские футболисты и болельщики, сожжены гондурасские флаги; по Гондурасу прокатилась ответная волна нападений на сальвадорцев, включая двух вице-консулов.
15 июня правительство Гондураса обратилось в Межамериканскую комиссию по правам человека с требованием рассмотреть вопрос о нападении на граждан Гондураса на территории Сальвадора. В ответ правительство Сальвадора потребовало рассмотреть вопрос о нападениях на сальвадорцев на территории Гондураса.
Эмоции накалились до предела, в прессе обеих стран поднялась настоящая истерия.
20 июня правительство Гондураса заявило протест против оскорбительного поведения публики на стадионе во время футбольного матча 15 июня 1969 года. В ответ министр иностранных дел Сальвадора выступил с заявлением, что сальвадорские граждане подвергаются преследованиям в Гондурасе, их жизнь и собственность находятся под угрозой, и что 880 сальвадорцев уже бежали из Гондураса в Сальвадор.
24 июня Сальвадор начал мобилизацию вооружённых сил.
26 июня Сальвадор объявил о прекращении дипломатических отношений с Гондурасом.
27 июня, сразу после поражения в третьем матче, в котором Хосе Антонио Кинтанилья забил победный гол, Гондурас разорвал дипломатические отношения с Сальвадором. В целом, с обеих сторон с начала «футбольного кризиса» 6 июня до 27 июня 1969 года жертвами конфликта стали 120 человек, а материальные потери составили 50 млн долларов США; 11 600 беженцев-сальвадорцев из Гондураса были размещены в лагерях в приграничных районах Сальвадора.
3 июля сначала транспортный самолёт DC-3, а затем два вылетевших к границе штурмовика T-28 ВВС Гондураса были обстреляны зенитной артиллерией с территории Сальвадора; позднее в этот же день сальвадорский лёгкий самолёт Piper PA-28 «Cherokee» (бортовой номер YS-234P) нарушил воздушное пространство Гондураса, ушёл от преследования двух вылетевших на перехват гондурасских T-28 и вернулся в воздушное пространство Сальвадора.
В ответ 12 июля правительство Гондураса перебросило несколько боевых самолётов к границе с Сальвадором, разместив их на авиабазе в Сан-Педро-Сула (здесь было развёрнуто Северное командование ВВС Гондураса — Comando Norte de la Fuerza Aérea Hondureña).

## Военные действия
По некоторым сведениям, первое вооружённое столкновение на линии границы произошло 11 июля 1969 года. Вслед за этим 12 июля президент Гондураса объявил о перемещении к границе дополнительных армейских подразделений.
По данным японской газеты «Асахи симбун», столкновение сальвадорских и гондурасских военнослужащих в районе линии границы произошло 12 июля 1969 года, после чего между ними произошла перестрелка, но позднее правительство Сальвадора выступило с официальным сообщением, что стрельба в районе селения Эль-Пой возле границы между Сальвадором и Гондурасом началась ранним утром 13 июля 1969 года.
14 июля, во второй половине дня, сальвадорские вооружённые силы перешли в наступление, в котором участвовали пять пехотных батальонов и девять рот Национальной гвардии, сведённые в две боевые группы под командованием генерала Хосе Альберто Медрано. Наступление развивалось вдоль основных дорог, соединяющих две страны, в направлении городов Грасьяс и Нуэва-Окотепеке.
Одновременно сальвадорские ВВС нанесли удары по аэродрому «Тонконтин» в Тегусигальпе, скоплениям гондурасских войск в районе границы, а также по целям на принадлежащих Гондурасу островах в заливе Фонсека (при этом один из участвовавших в авианалёте сальвадорских истребителей, TF-51D совершил вынужденную посадку на территории Гватемалы и был интернирован). Правительство Гондураса выступило с сообщением, что в этот день самолёты сальвадорских ВВС бомбили населённые пункты Нуэва-Окотепеке, Санта-Роса-де-Копан, Грасьяс и Чолутека.
В ответ в ночь на 15 июля гондурасские самолёты атаковали авиабазу Илопанго, повредив взлётно-посадочную полосу и серьёзно повредив нефтехранилища. После этого правительство Сальвадора ввело на территории страны режим осадного положения сроком 30 дней.
В ходе наземной операции сальвадорским войскам поначалу сопутствовал успех. К вечеру 15 июля сальвадорская армия, более многочисленная и лучше вооружённая, чем противостоящая ей армия Гондураса, продвинулась на 8 км и заняла два населённых пункта.
Впоследствии, впрочем, сальвадорское наступление захлебнулось из-за недостатка топлива и боеприпасов, а также усилившегося противодействия со стороны гондурасских вооружённых сил.
На следующий день после начала войны была собрана чрезвычайная сессия Организации американских государств, призвавшая к прекращению огня и выводу сальвадорских войск из Гондураса.
16 июля в приграничных районах продолжались бои между частями сальвадорской и гондурасской армий, кроме того, части гондурасской армии предприняли попытку контрнаступления с целью захватить город Чалатенанго. В течение дня, по прямому приказу военного командования, из Тегусигальпы в Санта-Роса-де-Копан по воздуху был переброшен батальон президентской гвардии (Guardia de Honor Battalion), в операции были задействованы 4 транспортных самолёта C-47, а также сопровождавшие их пять истребителей F4U и несколько штурмовиков T-28A
К 17 июля сальвадорские войска продвинулись до 70 км в глубину территории Гондураса, в это же время продолжались ожесточённые бои за столицу департамента — город Нуэва Окотепеке, расположенный в 8 км от границы. Правительство Гондураса сделало заявление о том, что в воздушном бою сбит один самолёт ВВС Сальвадора, а правительство Сальвадора заявило, что были сбиты четыре самолёта ВВС Гондураса.

Около 12 часов дня три истребителя F4U-5N военно-воздушных сил Гондураса, вылетевшие для нанесения удара по позициям сальвадорской артиллерии в районе Эль-Аматильо, встретились с двумя истребителями F-51D «Cavalier Mustang» II военно-воздушных сил Сальвадора, вылетевшими для поддержки действий 9-го пехотного батальона сальвадорской армии. В ходе боя был сбит сальвадорский F-51D (бортовой номер FAS-404). Позднее в этот же день в воздушном бою с тремя F4U-5N военно-воздушных сил Гондураса были сбиты ещё два сальвадорских истребителя Goodyear FG-1D «Corsair S» (FAS-203 и FAS-204), а четвёртый сальвадорский FG-1D был сбит огнём с земли.
18 июля ОАГ предложила проект соглашения об урегулировании конфликта, в соответствии с которым боевые действия должны были быть прекращены в срок до 22:00 часов 21 июля 1969 года, войска сторон — отведены на расстояние в три мили (5 км) от линии границы, а населению в зоне боевых действий должны быть предоставлены гарантии защиты жизни и имущества. Сальвадор и Гондурас выступили с заявлениями, что в целом они готовы принять предложение ОАГ, однако предложили внести в текст соглашения поправки, обсуждение которых затянуло переговорный процесс.
18 июля стороны согласились на прекращение огня, которое продолжалось в течение шести часов, затем боевые действия возобновились: сальвадорская артиллерия открыла огонь по позициям гондурасских войск в районе Эль-Аматильо, а девять гондурасских самолётов начали бомбить позиции сальвадорских войск, самолёты ВВС Гондураса несколько раз бомбили позиции сальвадорских войск авиабомбами с напалмом.
По предварительным подсчётам, в период с 14 по 18 июля, за пять первых дней конфликта, погибло около трёх тысяч граждан Гондураса и около тысячи граждан Сальвадора.
19 июля сальвадорские войска захватили город Нуэва Окотепеке и подняли сальвадорский флаг на центральной площади города. В этот же день президент Сальвадора, генерал Санчес Эрнандес, заявил, что войска не уйдут с занятой ими территории, пока правительство Гондураса не даст гарантии безопасности для 280 тысяч сальвадорцев, проживающих на территории Гондураса. В город въехали три танка M3A1 «Стюарт» сальвадорской армии, которые были размещены неподалёку от позиций гондурасской армии.
В этот же день подразделение гондурасской армии отбило атаку сальвадорской армии в районе селения Эль-Пой. Кроме того, как сообщило правительство Гондураса, самолёты ВВС Гондураса сбросили бомбы на колонну из 40 военных грузовиков. В четыре часа по Гринвичу вступило в силу перемирие.
К 20 июля боевые действия полностью прекратились.
По состоянию на 23 июля сальвадорские войска продолжали удерживать около 400 км² территории и 10 населённых пунктов на территории четырёх юго-западных департаментов Гондураса, и правительство не производило никакой подготовки к их отводу — напротив, для них перебрасывали дополнительное снаряжение. В это же время сальвадорские печатные издания начали публиковать документы, которыми обосновывались права Сальвадора на занятые территории. После инспекционной поездки по занятой сальвадорскими войсками территории Гондураса президент Санчес вновь заявил: «Войска не будут выведены с позиций, пока не будут получены гарантии для 280 тысяч сальвадорцев в Гондурасе».
В течение следующих нескольких дней Сальвадор сопротивлялся призывам ОАГ, требуя, чтобы прежде Гондурас согласился на выплату репараций за нападения на сальвадорских граждан и гарантировал безопасность сальвадорцев, остающихся в Гондурасе.
До 29 июля Сальвадор отказывался вывести войска, однако потом согласился. К такому решению его склонили, с одной стороны, угрозы введения экономических санкций со стороны ОАГ, а с другой — её предложения по размещению в Гондурасе специальных представителей ОАГ по контролю за безопасностью сальвадорских граждан.
2 августа 1969 года подразделения армии Сальвадора покинули территорию Гондураса.

## Результаты войны
Фактически, войну проиграли обе стороны. Военные расходы, разрушения в ходе боевых действий, закрытие границы и прекращение торговли нанесли ущерб экономикам и Сальвадора, и Гондураса. В ходе войны погибли и получили ранения несколько тысяч человек, хотя в различных источниках приводятся различные данные об общем количестве жертв конфликта: от 2000 убитых и получивших тяжёлые увечья до 6000 убитых и 12 000 раненых или даже до 6000 убитых и 15 000 раненых. При этом большинство жертв составляли мирные жители.
Значительное количество сальвадорцев (по разным данным, от 60 до 130 тысяч человек) оказались изгнаны или бежали из Гондураса, многие из них вернулись в Сальвадор, что вызвало рост безработицы и усилило социальную напряжённость. Обострился земельный вопрос. При этом правительство Сальвадора оказалось неспособно успешно решить экономические проблемы, связанные с появлением тысяч депортированных из Гондураса граждан в и без того перенаселённой стране. Политическое влияние военных в обеих странах усилилось после войны. На выборах в парламент Сальвадора кандидатами от правящей Партии национального примирения в основном были военные. 100-часовая война стала одной из причин протестных волнений 1970-х годов, которые переросли в открытое вооружённое противостояние, а затем, в 1979—1980 годы — и в затяжную гражданскую войну.
Убытки Гондураса от вооружённого конфликта с Сальвадором составили около 4 млн долларов США, однако разрыв торгово-экономических отношений с Сальвадором и стихийные бедствия (ураган «Франселин» и наводнения в сентябре 1969 года) осложнили положение в стране. В результате уже в октябре 1969 года в столице и других городах Гондураса прошли демонстрации с призывом к восстановлению хороших отношений с Сальвадором. С целью снизить недовольство правительство Гондураса приступило к земельной реформе (проходившей медленно и имевшей ограниченные масштабы — всего до весны 1984 года было перераспределено 230 тысяч гектаров земель — в основном участки, ранее принадлежавшие сальвадорским переселенцам).

## Дипломатическое урегулирование
Активные военные действия продолжались четыре дня, в дальнейшем рассмотрение дела об определении линии границы между Сальвадором и Гондурасом продолжал Международный суд ООН.
В декабре 1969 года на границе между Сальвадором и Гондурасом имели место вооружённые столкновения.
В марте 1970 года Сальвадор заявил протест в ООН в связи с тем, что в порту Амапала Гондурас уничтожил грузы, прибывшие для Сальвадора. Гондурас же выдвинул ультиматум к Сальвадору с требованием прекратить приграничные инциденты и начать мирные переговоры.
5 июня 1970 года в городе Сан-Хосе министры иностранных дел Гондураса и Сальвадора подписали соглашение о создании зоны безопасности в районе гондурасско-сальвадорской границы. В декабре 1970 года парламент Гондураса утвердил предложение президента страны о прекращении действия многосторонних договоров, заключённых со странами Центральной Америки и выходе из Центральноамериканского общего рынка, результатом этого решения стало прекращение деятельности ЦАОР.
В январе 1971 года Гондурас вышел из ЦАОР и Центральноамериканского совета обороны.
В апреле—июне 1971 года на линии границы имели место столкновения между Сальвадором и Гондурасом.
13 июля 1976 года в ходе демаркации линии границы военнослужащие Гондураса застрелили двух солдат Сальвадора. 14 июля 1976 на границе между Сальвадором и Гондурасом начались столкновения, приграничный конфликт был урегулирован только 22 июля 1976 года.
12 августа 1976 года в Манагуа между Сальвадором и Гондурасом было подписано соглашение о демилитаризации пограничной зоны и взаимном отводе войск на расстояние 3 км от линии границы.
Мирный договор между двумя странами (el Tratado General de Paz) был подписан только 30 октября 1980 года в президентском дворце в столице Перу Лиме — одиннадцать лет спустя войны.
Линия границы между странами была окончательно установлена решением Международного суда ООН 11 сентября 1992 года.

## Память
- В столице Сальвадора в память о участниках войны 1969 года была названа улица бульвар Героев
- В городе Сан Хосе де ла Фуэнте (департамент Ла-Уньон, Сальвадор) установлен памятник капитану Гильермо Рейнальдо Кортесу (Guillermo Reynaldo Cortez) — пилоту ВВС Сальвадора, погибшему в воздушном бою с истребителями ВВС Гондураса[42]
- в 50-летие войны ветераны вооружённых сил Сальвадора были награждены нагрудным знаком «Veterano por la Dignidad Nacional»

## Дополнительная информация

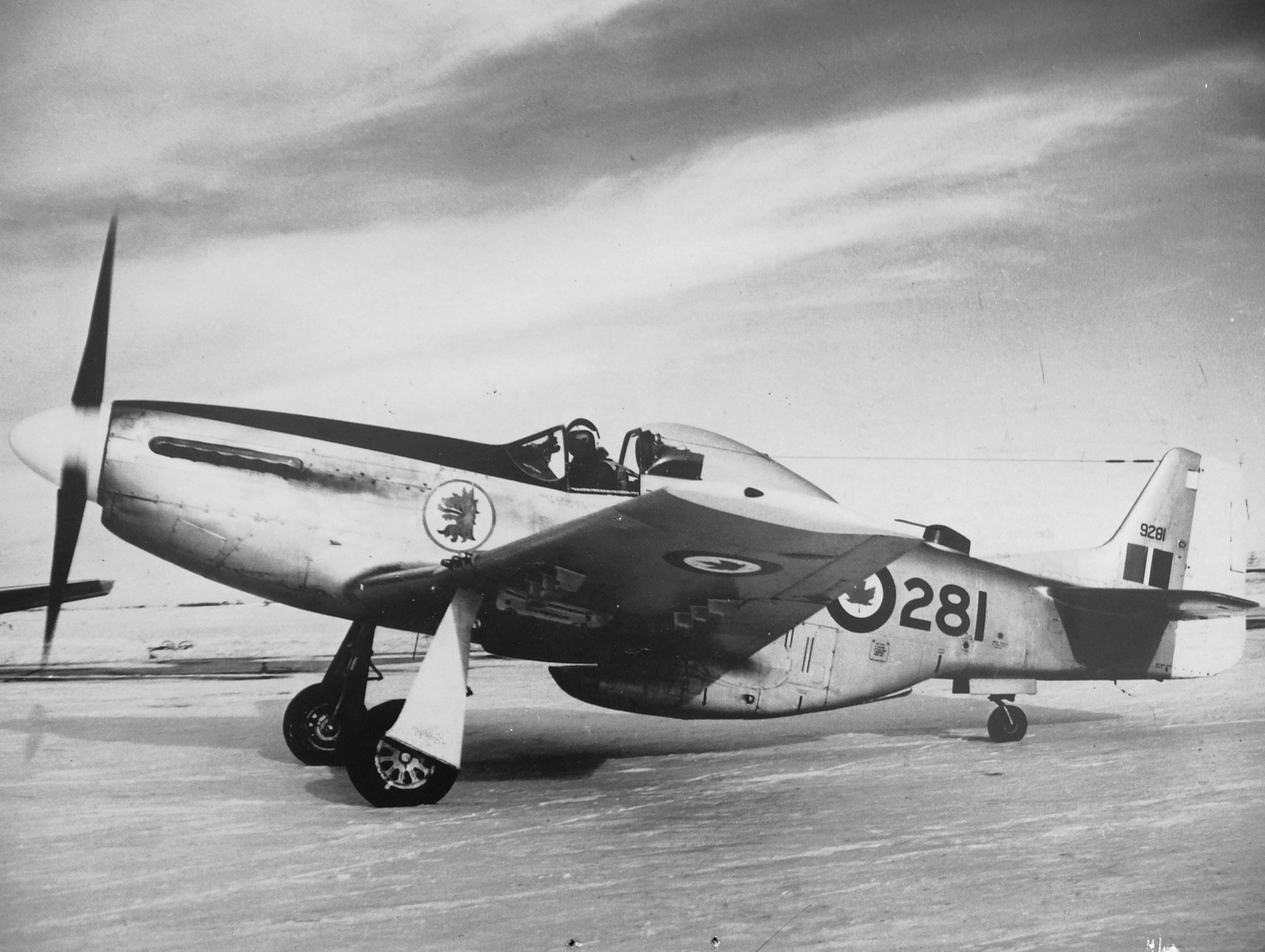
Истребитель P-51 «мустанг» (бортовой номер RCAF 9281), один из самолётов, применявшихся в войне ВВС Сальвадора (снимок 1956 года)

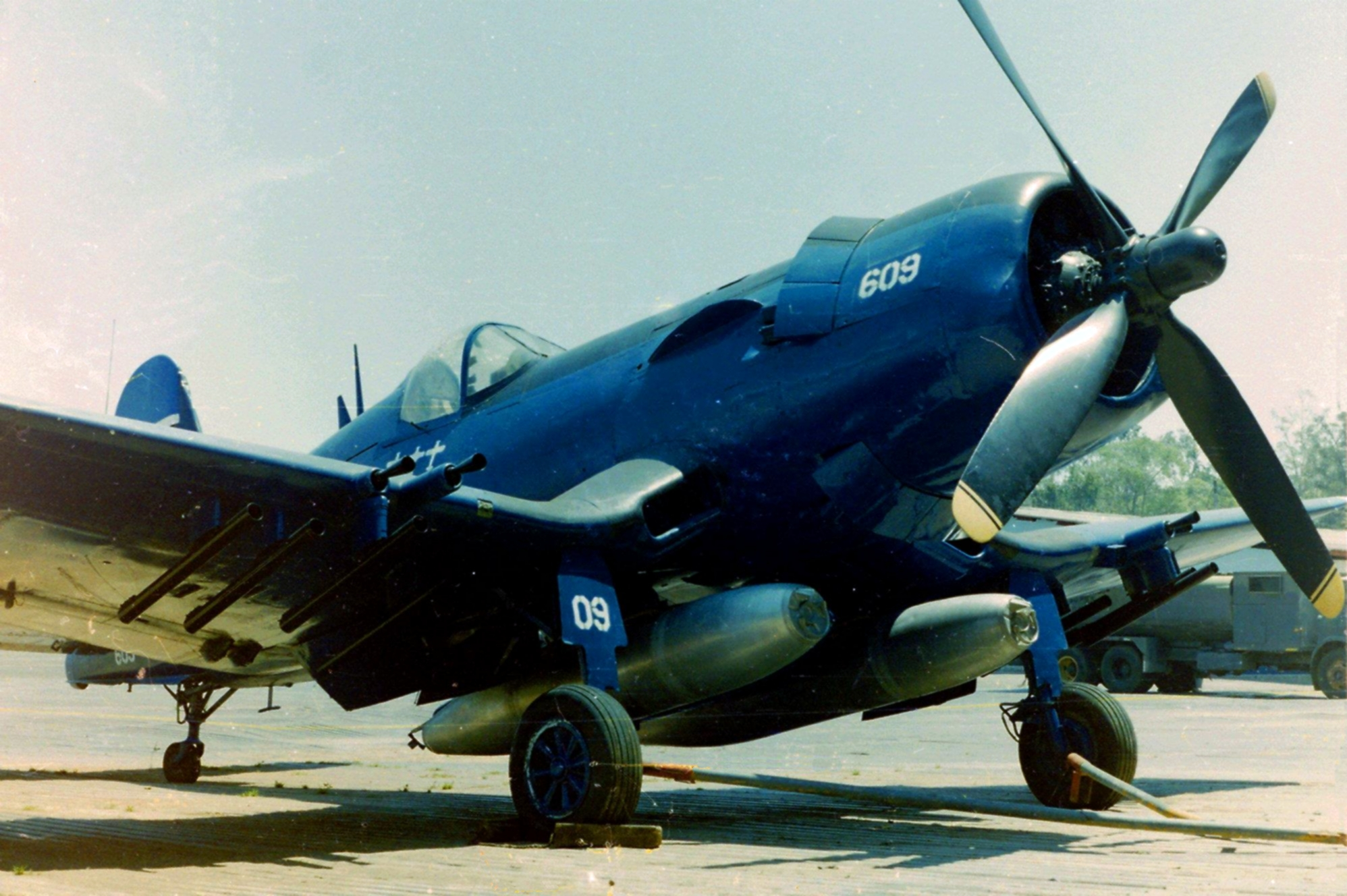
Истребитель Chance Vought F4U-5NL «Corsair» (бортовой номер FAH-609), один из самолётов, применявшихся в войне ВВС Гондураса, в экспозиции музея Museo del Aire (Тегусигальпа)

- «Футбольная война» часто упоминается как последний в истории конфликт, в котором друг против друга сражались винтовые самолёты с поршневыми двигателями. Обе стороны использовали американские самолёты времён Второй мировой войны: P-51 «Мустанг», F4U «Корсар», T-28 «Троян» и переоборудованные в бомбардировщики DC-3[1].
- Непосредственно перед началом войны по меньшей мере один транспортный самолёт C-47 военно-воздушных сил Сальвадора был переоборудован для использования в качестве бомбардировщика (бомбы были размещены в грузовом отсеке). После начала войны таким же образом были переоборудованы несколько C-47 военно-воздушных сил Гондураса. Помимо авиабомб, для бомбардировки использовались 60-мм и 81-мм миномётные мины[1].

### Результаты футбольных матчей
- 6 июня 1969 года, Тегусигальпа, Гондурас. Гондурас — Сальвадор 5:2 (3:1 после первого тайма).
- 15 июня 1969 года, Сан-Сальвадор. Сальвадор — Гондурас 4:2 (3:0).
- Матч плей-офф, 27 июня, Мехико, Мексика. Сальвадор — Гондурас 3:2 в дополнительное время (1:2, 2:2).

Обыграв осенью в финальном этапе отбора гаитян, сборная Сальвадора по футболу впервые в своей истории вышла в финальную часть чемпионата мира 1970 года по футболу, где заняла последнее место, проиграв всухую во всех матчах.